# Brevörde
Brevörde er en kommune i Landkreis Holzminden i den tyske delstat Niedersachsen, med 671 indbyggere (2012), og en del af amtet Bodenwerder-Polle.

## Geografi
Brevörde ligger i Weserbergland Oberes Wesertal, omkring 9,5 km sydvest for Bodenwerder og 9 km nordnordvest for Holzminden. Den ligger på venstre og nordlige bred af Weser, der laver to store meanderslyngninger.

### Inddeling
Kommunen Brevörde består ud over hovedbyen af nabobyen mod øst Grave.